# Cangetta ammochroa
Cangetta ammochroa is een vlinder uit de familie van de grasmotten (Crambidae), uit de onderfamilie van de Spilomelinae. De wetenschappelijke naam van deze soort is voor het eerst voorgesteld door Alfred Jefferis Turner in een publicatie uit 1915.
De soort komt voor in Australië (Noordelijk Territorium, Queensland).